# Eredivisie (vrouwenhandbal) 1995/96
De Eredivisie is de hoogste afdeling van het Nederlandse handbal bij de vrouwen op landelijk niveau. In het seizoen 1995/1996 werd Visa/Swift landskampioen. UDSV en PSV degradeerden naar de Eerste divisie.

## Teams
| Club                | Plaats        | Provincie     |
| ------------------- | ------------- | ------------- |
| Broekhuis T/Ancora  | Rotterdam     | Zuid-Holland  |
| ANOVA/E&O           | Emmen         | Drenthe       |
| Hellas              | Den Haag      | Zuid-Holland  |
| PSV                 | Eindhoven     | Noord-Brabant |
| Zeeman Vastgoed/SEW | Nibbixwoud    | Noord-Holland |
| Visa/Swift          | Roermond      | Limburg       |
| UDSV                | Leidsche Rijn | Utrecht       |
| Vlug en Lenig       | Geleen        | Limburg       |
| De Volewijckers     | Amsterdam     | Noord-Holland |
| HC Westland         | Kwintsheul    | Zuid-Holland  |

## Reguliere competitie
| Pos | Club                | Wed | W  | G | V  | Ptn | DV  | DT  | +/−  | Opmerking                          |
| --- | ------------------- | --- | -- | - | -- | --- | --- | --- | ---- | ---------------------------------- |
| 1   | Visa/Swift          | 18  | 17 | 0 | 1  | 34  | 459 | 267 | +192 | Gekwalificeerd voor kampioenspoule |
| 2   | De Volewijckers     | 18  | 14 | 0 | 4  | 28  | 399 | 332 | +67  | Gekwalificeerd voor kampioenspoule |
| 3   | ANOVA/E&O           | 18  | 14 | 0 | 4  | 27  | 383 | 328 | +55  | Gekwalificeerd voor kampioenspoule |
| 4   | HC Westland         | 18  | 10 | 2 | 6  | 22  | 362 | 337 | +25  | Gekwalificeerd voor kampioenspoule |
| 5   | Broekhuis T/Ancora  | 18  | 10 | 2 | 6  | 22  | 354 | 369 | −15  |                                    |
| 6.  | Zeeman Vastgoed/SEW | 18  | 8  | 0 | 10 | 16  | 359 | 375 | −16  |                                    |
| 7.  | Hellas              | 18  | 6  | 1 | 11 | 13  | 349 | 383 | −34  |                                    |
| 8.  | Vlug en Lenig       | 18  | 4  | 1 | 13 | 8   | 312 | 370 | −58  |                                    |
| 9.  | UDSV                | 18  | 3  | 2 | 13 | 8   | 297 | 361 | −64  | Degradatie naar eerste divisie     |
| 10. | PSV                 | 18  | 0  | 1 | 17 | 1   | 227 | 379 | −152 | Degradatie naar eerste divisie     |

## Kampioenspoule
| Pos | Club            | Wed | W | G | V | Ptn | Opmerking                         |
| --- | --------------- | --- | - | - | - | --- | --------------------------------- |
| 1   | Visa/Swift      | 3   | 3 | 0 | 0 | 6   | Gekwalificeerd voor Best of Three |
| 2   | De Volewijckers | 3   | 1 | 0 | 0 | 2   | Gekwalificeerd voor Best of Three |
| 3   | HC Westland     | 3   | 1 | 0 | 0 | 2   |                                   |
| 4   | ANOVA/E&O       | 3   | 1 | 0 | 0 | 2   |                                   |

## Best of Three
|  | De Volewijckers | 21 - 18 | Visa/Swift | Amsterdam |
|  |                 |         |            | Amsterdam |
|  |                 |         |            | Amsterdam |

|  | Visa/Swift | 21 - 19 | De Volewijckers | Jo Gerrishal, Roermond |
|  |            |         |                 | Jo Gerrishal, Roermond |
|  |            |         |                 | Jo Gerrishal, Roermond |

|  | Visa/Swift | 18 - 15 | De Volewijckers | Jo Gerrishal, Roermond |
|  |            |         |                 | Jo Gerrishal, Roermond |
|  |            |         |                 | Jo Gerrishal, Roermond |